# Вооружённые силы Франции
Вооружённые силы Французской Республики (фр. Forces armées françaises) — формирование Французской Республики, созданное для вооружённой защиты её интересов и территорий, в том числе и заморских.
В целом, Франция является одной из немногих стран, в составе вооружённых сил которой есть почти полный спектр современных вооружений и военной техники собственного производства — от стрелкового оружия до ударных атомных авианосцев (которые, кроме Франции, есть только у США).

## История
Накануне Первой мировой войны Франция обладала самой большой армией в Европе (включая колониальные войска) — 882 907 человек. Этому способствовал закон от 7 августа 1913 года, увеличивший срок службы с 2-х до 3-х лет и снизивший призывной возраст с 21 года до 20 лет.
Перед началом Второй мировой войны в 1939 году численность французских вооруженных сил составила 450 000 человек, а к концу войны — 1 100 000 человек. К 1948 году численность французских вооружённых сил была сокращена до 500 000 человек, но затем вновь начался их рост (обусловленный начавшимися колониальными войнами Франции в Индокитае, а затем в Алжире): в 1950 году — 600 000 человек, в 1952 году — 790 000 человек, в 1958 году — 927 000 человек.
Франция с 4 апреля 1949 года являлась членом военно-политического блока НАТО.
В июле 1966 года Франция вышла из военной организации НАТО, оставаясь участницей политической структуры Североатлантического договора. В 2009 году вернулась в военные структуры. Франция также является членом Ядерного клуба.
В 1992 году Франция отправила войска в состав сил ООН в Сомали, однако уже 8 октября 1993 года правительство страны выступило с заявлением, что операции ООН «носят спорный характер», обходятся слишком дорого для Франции и приняло решение о досрочном прекращении участия в операции и эвакуации военного контингента (в это время насчитывавшего 1 100 военнослужащих, сосредоточенных в основном в районе Байдоа).
В 2003 году во Франции была завершена вторая часть реформы вооружённых сил, начатая в 1996 году. В рамках этой реформы произошла отмена призыва в мирное время и состоялся переход к контрактной армии, менее многочисленной, но более эффективной (по мнению некоторых). Реформа должна была продлиться до 2015 года. Общая численность французских вооружённых сил сократилась с 550 000 в 1989 году до 499 000 человек в 1996 году и 256 000 человек в начале 2000-х годов (в начале 2000-х ещё 82 000 человек составлял гражданский персонал).
На 2018 год занимала пятое место в рейтинге сильнейших армий мира после ВС США, России, Китая и Индии, а в 2022 году уже 7-е место, уступив также Японии и Южной Корее.

## Виды вооружённых сил Франции
- Сухопутные войска (СВ) или армия (включая войска марин, Иностранный легион, армейскую авиацию)
- Военно-морские силы (ВМС) или национальный военный флот (включая морскую авиацию)
- Воздушно-космические силы (ВКС) (включая противовоздушную оборону)
- Национальная жандармерия (выполняет функции национальной сельской полиции и военной полиции для всех ВС Франции). В зону её компетенции входят прибрежные зоны, реки, сельская местность, а также города с численностью населения менее 10 000 человек.
- Медицинская служба, обеспечивающая в медицинском отношении все четыре вида вооружённых сил.

## Ядерный арсенал Франции
Франция является страной-обладательницей ядерного оружия. Официальной позицией французского правительства всегда было создание «ограниченного ядерного арсенала на минимально необходимом уровне». На сегодняшний день этот уровень составляет 4 стратегических подводных ракетоносца и около 100 самолётов с ядерными ракетами.
Ядерное оружие является гарантом безопасности Франции. Разработанное в 1960 году, оно стало главным инструментом политики безопасности и внешней политики. Ядерные силы Франции включают воздушный, морской и наземный компоненты, которые в свою очередь делились на стратегические и достратегические (тактические) силы.
Стратегическими считались баллистические ракеты, установленные на материке и на подлодках, а также ядерные бомбы, которыми были оснащены стратегические бомбардировщики «Мираж IV».
Достратегические силы включали: ракеты ASMP, которыми вооружали самолёты «Dassault Mirage 2000» и «Супер Этандар». Достратегические силы должны были нанести первый удар по противнику, чтобы показать серьёзность намерений, в противном случае должны были использоваться стратегические силы. Из этого следует, что ядерная доктрина Франции содержала в себе принципы концепции «гибкого реагирования», позволяя выбрать тот или иной тип вооружения в зависимости от характера угрозы.
1. Первым, и самым главным принципом ядерной доктрины являлось то, что французские ядерные вооружения во время «холодной войны» были одним из элементов ядерного сдерживания НАТО, но особенность состояла в том, что Франция должна действовать независимо от НАТО, в первую очередь, исходя из своих собственных интересов.
2. Второй принцип, вытекающий из первого, основывался на том, что Франция, в отличие от США, четко не определила против кого и в каком случае будет использован ядерный потенциал. Тем самым создавались условия некой неопределённости, что, по мнению французских стратегов, должно было усилить общую систему сдерживания.
3. Третий принцип основывался на гарантии нанесения значительного ущерба «слабого(Франция) — сильному (СССР и Организации Варшавского договора)» в случае ядерного конфликта .
4. Четвёртый принцип назывался «принципом сдерживания по всем азимутам», предполагавший что ядерные силы Пятой республики могли нанести неприемлемый ущерб любому противнику.

Большинство первых лиц Франции, начиная с Шарля де Голля и заканчивая Николя Саркози, заявляли, что ядерное оружие — это основа независимости Пятой республики в принятии внешнеполитических и стратегических решений. Францию ещё называли «ядерной монархией» (monarchie nucleaire), поскольку принятие решений по проблемам ядерного оружия — полностью прерогатива президента страны. Ядерная политика Франции была разработана в конце 1950-х — 1960-х годов и до конца Холодной войны в неё не было внесено никаких существенных изменений. Она основывалась на всеобщем консенсусе по отношению к ядерной доктрине и осознании необходимости владения ядерным оружием в целом. Завершение Холодной войны и распад Организации Варшавского договора вызвали не только необходимость пересмотра ядерной политики, но и корректировки самой структуры ядерных вооружений.
В 1990-е годы с окончанием «холодной войны» ядерный арсенал Франции был серьёзно сокращён. Было свернуто несколько ядерных программ и ликвидированы ракеты наземного базирования на плато Д’Альбион. А в 1998 году Франция ратифицировала протокол о запрете всех видов ядерных испытаний.

## Белая книга
Белая книга — наименование французской доктрины по вопросам обороны и национальной безопасности.
В 1994 году во Франции выпускается новая «Белая книга по обороне», задачей которой стала разработка новой стратегической концепции. В «Белой книге» указываются новые обстоятельства, в связи с которыми надо пересмотреть военную доктрину: «непредсказуемость и комплексный характер возможных конфликтов, географическая удалённость, опасность создаваемая распространением ОМУ» . Кроме того французские войска должны быть готовы проводить операции в отдалённых регионах мира, совместно с различными коалициями. Интересен тот факт, что в «Белой книге» было отмечено, что на тот момент Франция не обладала средствами для проведения подобных операций. Таким образом, в книге было косвенно подтверждено, что Франция зависит от своих союзников и в первую очередь от США, как это показала Война в заливе. Новая концепция в основном была направлена на урегулирование и предотвращение региональных конфликтов. Для предотвращения конфликтов предполагалось долговременное присутствие вооружённых сил в конфликтном регионе, международное сотрудничество, а также демонстрация силы. Отдельно указывалось, что любая операция может быть начата только с условием наличия мандата ООН. И, в любом случае, война не должна вылиться в дорогостоящую и затяжную.
Также, отдельное место в книге уделено угрозам распространения оружия, в том числе и ракет (то о чём говорил полковник А. Фор-Дюфурмантель ранее). Однако, было решено развивать только средства противовоздушной обороны, так как Франция не обладала средствами противоракетной обороны.
Белая книга 1994 ознаменовала серьёзные изменения в военной политике Франции и явилась своевременным ответом на изменение стратегической обстановки после окончания Холодной войны. Её положения были направлены в основном на поддержку тех сил, которые способствовали бы активности французских вооружённых сил в региональных конфликтах. Но, несомненно, такое изменение военной доктрины требовало модернизации самих вооружённых сил. Армии Франции были даны 3 приоритета: «способность оперативно собирать и анализировать информацию, эффективное командование и возможность проецирования (переброска и обеспечение ВС) сил» . На это и была направлена военная реформа 1996 г., основой которой стала «Белая книга» 1994 г.
Последняя Белая книга была обнародована Николя Саркози 17 июня 2008 года, сменив собой доктрину 1994 года. Согласно новой доктрине, число военнослужащих и гражданских сотрудников оборонных предприятий будет сокращено в ближайшие 6-7 лет на 54 тысячи. Средства, сэкономленные благодаря столь значительным кадровым сокращениям, будут направлены на закупку нового вооружения и экипировки.
Новая книга исходит из необходимости борьбы против новых опасностей, появившихся в мире с 1994 года. Среди этих угроз — кибер-атаки, терроризм, эпидемии, климатические катастрофы. Новая французская стратегия безопасности предполагает усиление роли Евросоюза в делах обороны.
В духе старых традиций в «Белой книге» 2008 г. приоритетными в сфере политики национальной безопасности определяются «оборонная и внешняя политика, которые вносят непосредственный вклад в национальную безопасность», но, «для того чтобы лучше обеспечить защиту интересов Франции и миссию по защите её населения, новая концепция национальной безопасности Франции обращается и к внутренней политике безопасности, по всем вопросам кроме тех, которые не имеют прямого отношения к личной безопасности людей и их имущества, нарушению закона и порядка».
Главной особенностью «Белой книги» 2008 г. является то, что «впервые на протяжении столетия Франция основывает свою достаточно революционную доктрину национальной безопасности не на гипотетическом всеобщем военном противостоянии в Европе, а сочетает оборону и обеспечение собственной национальной безопасности». Если стержнем Белой книги 1972 было «сдерживание», в 1994 году — «проецирование силы», то в «Белой книге по обороне и национальной безопасности» 2008 г. — это «знание и прогнозирование», что представляет собой новую стратегическую функцию, ставшую приоритетной задачей. Также, одним из важных нововведений, предложенных в «Белой книге по обороне и национальной безопасности» 2008 г., является обозначение необходимости создания Совета национальной обороны и безопасности во главе с президентом страны, в состав которого также должны войти премьер-министр, министры обороны и внутренних дел, министр иностранных и европейских дел, министры экономики и бюджетного планирования.

## Проблема реинтеграции Франции в НАТО
Франция занимает 4-е место по финансированию НАТО, имея войска, представляющие 7 % контингента, участвующего в операциях. Это около 4650 солдат, действующих под флагом НАТО. К тому же у Франции нет крупного командования и она не может влиять на стратегические решения альянса. НАТО — единственная организация, где у Франции нет возможности принимать участие и оказывать влияние. Реинтеграция в командные структуры означает для страны возможность действовать, а не вести себя пассивно.
После крушения биполярной системы Франция продолжила свою независимую от НАТО оборонную политику. Более того, она стремилась вообще вытеснить Соединённые Штаты из Европы. Президент Франции, Франсуа Миттеран, хотел использовать окончание Холодной войны для того, чтобы освободить европейскую политику от «слепого» равнения на США и придать ЕС статус самодостаточного центра силы, который бы действовал независимо от НАТО. Французы полагали, что безопасность Европы не будет обеспечена, если её оборона будет зависеть от США. Однако, самодостаточность европейской обороны не соответствовала интересам США.
После объединения Германии и распада СССР, США нужно было найти новые оправдания для военного присутствия в Европе и существования НАТО как такового. Так, зародился проект, разработанный в США, который ставил Альянс в центр европейской системы безопасности. Также была выдвинута идея о распространении Альянса «от Ванкувера до Владивостока». Такое развитие НАТО вызвало опасение у Франции, которая изначально была против расширения НАТО на восток. Франция выступала за постепенное присоединение бывших стран ОВД к странам западного мира, которое бы проходило постепенно и в рамках преимущественно европейских структур.
15 июня 1991 года в Бельгии было проведено совещание министров обороны стран НАТО, на котором было решено создать «Силы быстрого реагирования». На совещании было предложено использовать вооружённые силы Альянса для разрешения конфликтов в Европе, как инструмент СБСЕ. Следовательно, предполагалось, что НАТО станет основой европейской системы безопасности, чему сопротивлялась Франция. Позиция Франции сводилась к тому, что Европейская оборона должна полагаться на СБСЕ, Совет НАТО и ЗЕС.
В 1992 г. при Франсуа Миттерране, официальные лица начали принимать участие в работе военного комитета в рамках операций в Боснии.
При Жаке Шираке Франция вновь ввела французских военных в объединённую структуру в 2004 г. Существуют три штаба в Лилле, Лионе и Тулоне, способные проводить союзнические операции.
На местах войска принимают участие совместно с НАТО в операциях в Афганистане и в Косово.
Благодаря французскому председательству в Европейском Союзе, европейская политика безопасности и обороны получила конкретные продвижения вперёд с усилением оперативного потенциала и масштабным участием Европы в операциях на местах (продолжение операций европейского контингента в Чаде, начало гражданских наблюдательных миссий в Грузии в сентябре, а в декабре — в Косово, и, наконец, первая морская европейская операция «АТАЛАНТ» для борьбы против пиратов).
Франция сегодня вносит четвёртый по величине вклад в Североатлантический Альянс. Страна платит и предоставляет в распоряжение человеческие ресурсы, но она не принимает участия в работе административного совета.
Выразив стремление вновь войти в объединённое командование, Николя Саркози завершил процесс при полной прозрачности. В этом была суть парламентских дебатов по вопросам международной политики Франции с 2007 г., которые состоялись 18 марта.
Принципы независимости, заложенные в 1966 г. генералом де Голлем остаются незыблемыми: Франция, при любых обстоятельствах, сохраняет полную свободу принятия решения по отправке войск для участия в операции. Страна не будет направлять никакой военный контингент в постоянное распоряжение командования НАТО в мирное время. Касательно ядерного сдерживания, будет сохраняться полная независимость, в отличие от англичан, с целью того, чтобы ядерное устрашение служило как обороне Европы, так и НАТО. Именно на основе этих принципов обновляются отношения Франции с НАТО. Первым шагом был саммит в Страсбурге-Келе 3 и 4 апреля 2009 г.

## Французские военные базы за рубежом
В декабре 2001 года в аэропорту Душанбе (Таджикистан) открыта небольшая военная база Франции с контингентом военнослужащих в 170—230 военных. На базе были размещены 6 истребителей «Мираж» и 4 военно-транспортных самолёта ВВС Франции. Арендная плата с Парижа не взималась, но французы восстановили взлетно-посадочную полосу, истратив на это 5,5 млн евро, а также выделили Таджикистану долгосрочный льготный кредит в 20 млн евро на строительство терминала в аэропорту Душанбе.

## Противоракетная оборона
Противоракетная оборона Франции является сильнейшей в Европе. Элементы национальной системы ПРО решают следующие задачи:
- предупреждение о ракетно-ядерном ударе с помощью средств разведки;
- передача информации о баллистических целях и мониторинг воздушной обстановки;
- перехват баллистических целей противоракетами и зенитными ракетами.

Предупреждением о ракетно-ядерном ударе занимаются спутниковые и наземные средства раннего обнаружения и сопровождения баллистических целей. Такие как Космическая система обнаружения пусков баллистических ракет в инфракрасном диапазоне «Спираль» (SPIRALE — Système Préparatoire Infra-Rouge pour l’ALErte), состоящая из двух геостационарных спутников типа «Спираль». ИК-аппаратура спутников позволяет вести непрерывное наблюдение в режиме реального времени. Зона покрытия — до 4 000 км от границ Франции.
Наземная система загоризонтной радиолокации «Нострадамус» (NOuveau Système TRAnshorizon Décamétrique Appliquantles Méthodes Utiliséesen Studio) работает в КВ-диапазоне занимается обнаружением баллистических объектов типа МБР и РСМД на разгонном участке траектории полёта на дальности до 3000 км. Состоит «Нострадамус» из 300 биконических антенн. В перспекиве планируется к 2030 году развернуть наземную загоризонтную радиолокационную станцию (РЛС) дальнего обнаружения «ТЛП» (TLP — Tres Longue Portee), которая работает в дециметровом диапазоне и предназначена оповещать о пусках ракет средней дальности до 5000 км за 10 минут до падения боевых частей ракет. ТЛП является модульной конструкцией в 5 контейнерах для быстрого возведения.
Для контроля космического пространства работает бистатическая РЛС «Грав» (Graves) вблизи города Дижон. РЛС может сопровождать до 3000 объектов в ближнем космосе над Европой.
Управлением ПРО Франции занимается Центр космического слежения (Centre National des Opérations Aériennes (CNOA)) в Мон-Вердене (Mont Verdun), оперативные центры зон ПВО в н.п. Сенк-Марс-ла-Пиль (Cinq-Mars-la-Pile) и Салон-де-Прованс, находящиеся в составе Командования воздушных операций и противовоздушной обороны ВКС Франции. Также командные пункты подразделений РЛС и ЗРК. Центр космического слежения принимает решения на ликвидацию опасных объектов. Сопряжением информации от всех источников занимается автоматизированная система управления (АСУ) национальных ВКС (SCCOA, Le système de commandement et de conduite des opérations aérospatiales)
Ликвидацией целей занимается ЗРК SAMP/T с зенитными ракетами Aster 30 блок 1 в составе ВКС Франции. Дальность стрельбы до 150 км. Дальность обнаружения целей до 350 км. У перспективной ракеты Астер 30 блок 2 дальность до 3000 км, в том числе за пределами атмосферы Земли в ближнем космосе. У ВКС Франции около 40 пусковых установок SAMP/T. Морская версия SAMP/T — PAAMS также может быть задействована в противоракетной обороне страны.
Противоракеты заатмосферного перехвата у ВС Франции на 2022 год отсутствуют. В рамках общеевропейского проекта «Твистер» ведутся работы по созданию европейской системы ПРО для перехвата гиперзвуковых объектов. Планируется оснащать истребители «Рафаль» противоракетами типа «Метеор» класса «воздух — воздух» и модернизировать самолёты дальнего радиолокационного обнаружения Е-3F для их целеуказания в рамках ПРО. Также исследуется возможность использования БЛА типа MQ-9 «Рипер» для обнаружения и наведения на баллистические ракеты.

## Киберкомандование
Киберкомандование вооружённых сил Франции (Commandement de la cyberdéfense (COMCYBER)) было создано в 2017 году. Киберкомандование является центральным органом военного управления и подчинено штабу вооружённых сил (ВС). Руководит командованием дивизионный генерал. Численность Киберкомандования составляет до 4200 чел., также резерв ~400.
Киберкомандование занимается:
- административным и оперативным руководством киберсилами;
- защищает информационно-коммуникационные системы министерства обороны
- планирует и руководит кибероперациями;
- налаживает взаимодействие с другими профильными структурами ведомств и министерств Франции в сфере киберпространства.[15]

|  |  |                                 |                                 |                                 |                                 |                                 |                                 |                               |                               |                                                     |                                                     |                                                     |                                                     | Штаб командования                                   |                                                     |                       |                       |                       |                       |                                                     |                                                     |                                                     |                                                     |                                                     |                                                     |                       |                       |                               |                               |                               |                               |                               |                               |  |  |  |  |  |  |  |  |  |  |  |  |  |  |  |  |  |  |  |  |  |  |
|  |  |                                 |                                 |                                 |                                 |                                 |                                 |                               |                               |                                                     |                                                     |                                                     |                                                     |                                                     |                                                     |                       |                       |                       |                       |                                                     |                                                     |                                                     |                                                     |                                                     |                                                     |                       |                       |                               |                               |                               |                               |                               |                               |  |  |  |  |  |  |  |  |  |  |  |  |  |  |  |  |  |  |  |  |  |  |
|  |  |                                 |                                 |                                 |                                 |                                 |                                 |                               |                               |                                                     |                                                     |                                                     |                                                     |                                                     |                                                     |                       |                       |                       |                       |                                                     |                                                     |                                                     |                                                     |                                                     |                                                     |                       |                       |                               |                               |                               |                               |                               |                               |  |  |  |  |  |  |  |  |  |  |  |  |  |  |  |  |  |  |  |  |  |  |
|  |  | Аналитический центр киберзащиты | Аналитический центр киберзащиты | Аналитический центр киберзащиты | Аналитический центр киберзащиты | Аналитический центр киберзащиты | Аналитический центр киберзащиты |                               |                               | Центр контроля и безопасности информационных систем | Центр контроля и безопасности информационных систем | Центр контроля и безопасности информационных систем | Центр контроля и безопасности информационных систем | Центр контроля и безопасности информационных систем | Центр контроля и безопасности информационных систем |                       |                       |                       |                       | Центрр оперативной подготовки и резерва киберзащиты | Центрр оперативной подготовки и резерва киберзащиты | Центрр оперативной подготовки и резерва киберзащиты | Центрр оперативной подготовки и резерва киберзащиты | Центрр оперативной подготовки и резерва киберзащиты | Центрр оперативной подготовки и резерва киберзащиты |                       |                       | Центр межвидовой сертификации | Центр межвидовой сертификации | Центр межвидовой сертификации | Центр межвидовой сертификации | Центр межвидовой сертификации | Центр межвидовой сертификации |  |  |  |  |  |  |  |  |  |  |  |  |  |  |  |  |  |  |  |  |  |  |
|  |  | Аналитический центр киберзащиты | Аналитический центр киберзащиты | Аналитический центр киберзащиты | Аналитический центр киберзащиты | Аналитический центр киберзащиты | Аналитический центр киберзащиты |                               |                               | Центр контроля и безопасности информационных систем | Центр контроля и безопасности информационных систем | Центр контроля и безопасности информационных систем | Центр контроля и безопасности информационных систем | Центр контроля и безопасности информационных систем | Центр контроля и безопасности информационных систем |                       |                       |                       |                       | Центрр оперативной подготовки и резерва киберзащиты | Центрр оперативной подготовки и резерва киберзащиты | Центрр оперативной подготовки и резерва киберзащиты | Центрр оперативной подготовки и резерва киберзащиты | Центрр оперативной подготовки и резерва киберзащиты | Центрр оперативной подготовки и резерва киберзащиты |                       |                       | Центр межвидовой сертификации | Центр межвидовой сертификации | Центр межвидовой сертификации | Центр межвидовой сертификации | Центр межвидовой сертификации | Центр межвидовой сертификации |  |  |  |  |  |  |  |  |  |  |  |  |  |  |  |  |  |  |  |  |  |  |
|  |  |                                 |                                 |                                 |                                 |                                 |                                 |                               |                               |                                                     |                                                     |                                                     |                                                     |                                                     |                                                     |                       |                       |                       |                       |                                                     |                                                     |                                                     |                                                     |                                                     |                                                     |                       |                       |                               |                               |                               |                               |                               |                               |  |  |  |  |  |  |  |  |  |  |  |  |  |  |  |  |  |  |  |  |  |  |
|  |  |                                 |                                 |                                 |                                 |                                 |                                 |                               |                               |                                                     |                                                     |                                                     |                                                     |                                                     |                                                     |                       |                       |                       |                       |                                                     |                                                     |                                                     |                                                     |                                                     |                                                     |                       |                       |                               |                               |                               |                               |                               |                               |  |  |  |  |  |  |  |  |  |  |  |  |  |  |  |  |  |  |  |  |  |  |
|  |  |                                 |                                 |                                 |                                 |                                 |                                 | 807-я отдельная рота связи СВ | 807-я отдельная рота связи СВ | 807-я отдельная рота связи СВ                       | 807-я отдельная рота связи СВ                       | 807-я отдельная рота связи СВ                       | 807-я отдельная рота связи СВ                       |                                                     |                                                     | Центр киберзащиты ВКС | Центр киберзащиты ВКС | Центр киберзащиты ВКС | Центр киберзащиты ВКС | Центр киберзащиты ВКС                               | Центр киберзащиты ВКС                               |                                                     |                                                     | Центр киберзащиты ВМС                               | Центр киберзащиты ВМС                               | Центр киберзащиты ВМС | Центр киберзащиты ВМС | Центр киберзащиты ВМС         | Центр киберзащиты ВМС         |                               |                               |                               |                               |  |  |  |  |  |  |  |  |  |  |  |  |  |  |  |  |  |  |  |  |  |  |

## Военная разведка
Военная разведка вооружённых сил Франции состоит из двух управлений министерства обороны:
- Главное управление внешней безопасности (La Direction Générale de la Sécurité Extérieure — DGSE) — исторический преемник Второго бюро (Deuxieme Bureau) созданного после Франко-прусской войны. Стратегическая разведка.
- Управление военной разведки (Direction du Renseignement Militaire — DRM) — создано 16 июня 1992 года. Тактическая разведка на ТВД.

Главное управление внешней безопасности (ГУВБ) ответственно за «сбор и использование разведывательной информации, касающейся безопасности Франции, а также выявление и предупреждение за пределами национальной территории шпионской деятельности, направленной против интересов страны». Также ГУВБ собирает информацию по всем интересующим вопросам за пределами военной сферы и по борьбе с терроризмом. ГУВБ находится в подчинении министра обороны. Штаб-квартира ГУВБ расположено в Париже, вблизи пригорода Баньоле. Численность персонала ГУВБ на 2007 год — 4,8 тыс. человек. Персонал делится на военных и гражданских. Последние работают, как правило, в качестве специалистов по радиоперехвату, информатики, телекоммуникаций.
В ГУВБ находится 5 управлений:
- Управление стратегического планирования (Direction de la Strategie) — перед ним стоит задача по разработке стратегии деятельности разведки и регламентацию разведывательной деятельности.
- Разведывательное управление (Direction du Renseignement) — непосредственно добывает данные через агентурную разведку.
- Управление проведения операций (Direction des Operations) — проведение диверсий, похищение интересных людей, борьба с терроризмом и прочие операции за пределами страны в интересах военно-политического руководства (ВПР).
- Административное управление (Direction de L’Administration) — кадровое и материально-техническое обеспечение функционирования ГУВБ.
- Техническое управление (Direction Technique) — техническая разведка. Использование радиоэлектронных устройств, перехват телефонной связи с помощью 100 технических пунктов радиоперехвата в стране и за её пределами и летающего комплекса радио- и радиотехнической разведки SARIG-NG на самолёте DC-8-72.

Управление военной разведки (УВР) предназначено заниматься сбором разведданных на театре военных действий тактического характера, в отличие от стратегического характера разведки ГУВБ. Основным средством является спутниковая разведка. УВР подчинено начальнику штаба вооружённых сил. Также УВР анализирует состояние и развитие вооружённых сил других стран. Штаб УВР размещён в Париже, ряд управляющих подразделений на авиабазе возле города Крей.
УВР состоит из отделов:
- Разведывательный отдел (sous-direction «recherches») — занимается агентурной и радиоэлектронной разведкой. Использует спутники, средства РЭР, Разведывательное командование СВ Франции (Commandement du renseignement) (до 2016 года — разведывательная бригада), разведывательные самолёты, беспилотники.
- Отдел сбора и обработки информации (sous-direction «exploitation») — состоит из двух центров. «Центр обработки и анализа разведывательной информации по военным вопросам» занимается анализом возможностей вооружённых сил других стран. Отслеживает развитие военно-политической обстановки в мире. «Общевойсковой центр обработки видовой информации» обрабатывает информацию со спутников «Гелиос», самолётов разведки Mirage F.1CR[16] и летающих дронов.
- Отдел контроля за распространением вооружения (sous-direction «prolifération et armament») — анализ и прогнозы в сферах национальной безопасности и применения вооружений всех типов.
- Отдел технических средств разведки (sous-direction «technique») — занимается оснащением средствами разведки различных подразделений.
- Отдел административный и кадров (sous-direction «ressources humaines») — подбор персонала для УВР.

Также в составе УВР находятся Центр анализа разведывательной информации, получаемой с помощью радиотехнических средств (Le centre de formation
et d’exploitation des émissions électromagnétiques — CF3E) и Общевойсковой центр космической разведки «Гелиос» (L’unité interarmées — HELIOS).
- Структура центрального аппарата Главного управления внешней безопасности.
- Структура Управления военной разведки.

## Воинские звания
| - Маршал Франции (Maréchal de France) - Армейский генерал (Général d’armée) - Корпусной генерал (Général de corps d’armée) - Дивизионный генерал (Général de division) - Бригадный генерал (Général de brigade) - Полковник (Colonel) - Подполковник (Lieutenant-colonel) - Командир батальона / эскадрона / дивизиона (Commandant сhef de bataillon / chef d’escadrons / chef d’escadron) - Капитан (Capitaine) - Лейтенант (Lieutenant) - Подлейтенант (Sous-lieutenant) - Прапорщик (Aspirant) - Подпрапорщик (Major) - Главный старшина (Adjudant-chef) - Старшина (Adjudant) - Старший сержант / Старший вахмистр (Sergent-chef / Maréchal-des-logis-chef) - Сержант / Вахмистр (Sergent / Maréchal-des-logis) - Старший капрал 1-го класса / Старший бригадир первого класса (Caporal-chef de 1ère classe / Brigadier-chef de 1ère classe) - Старший капрал / Старший бригадир (Caporal-chef / Brigadier-chef) - Капрал / Бригадир (Caporal / Brigadier) - Солдат 1-го класса ("Soldat de 1ère classe") - Солдат (Soldat) | - Адмирал Франции (Amiral de France) - Адмирал (Amiral) - Вице-адмирал эскадры (Vice-amiral d’escadre) - Вице-адмирал (Vice-amiral) - Контр-адмирал (Contre-amiral) - Капитан ВМС (Capitaine de vaisseau) - Капитан фрегата (Capitaine de frégate) - Капитан корвета (Capitaine de corvette) - Лейтенант ВМС (Lieutenant de vaisseau) - Мичман 1-го класса (Enseigne de vaisseau de 1ère classe) - Мичман 2-го класса (Enseigne de vaisseau de 2ème classe) - Гардемарин (Aspirant) - Боцман (Major) - Главный старшина (Maître principal) - Первый старшина (Premier maître) - Старшина (Maître) - Второй старшина (Second maître) - Квартирмейстер 1-го класса (Quartier-maître de 1ère classe) - Квартирмейстер 2-го класса (Quartier-maître de 2ème classe) - Старший матрос ("Matelot breveté") - Матрос (Matelot) |